# Trouble-fête
Albums de Arthur H
En chair et en os
(1993) Fête Trouble
(1997)
Pour les articles homonymes, voir Trouble fête (homonymie).
Pour le film québécois de 1964, voir Trouble-fête (film).
Trouble-fête est un album d'Arthur H sorti en 1996 chez Polydor, qui baigne dans une ambiance fantastique - Onirique attaque - le quotidien (La télé), la création artistique (Le sculpteur aveugle), Paris (Le Baron Noir, La tour Eiffel sidérale), l'amour (La lionne et l'éléphant), s'autorisant des voyages dans l'antiquité et la jungle nocturne (Salammbô cite un bref passage du roman de Gustave Flaubert et aux héros de Carthage, et la Jeune sauvage meurt d'effroi ou de sorcellerie). L'atmosphère surréaliste se teinte parfois de noirceur, à travers le fantasme du meurtre : J'ai un révolver... pour toi.

## Liste des morceaux
| No  | Titre                   | Durée |
| --- | ----------------------- | ----- |
| 1.  | Le baron noir           | 4:24  |
| 2.  | La télé                 | 4:13  |
| 3.  | Onirique attaque        | 5:36  |
| 4.  | Le sculpteur aveugle    | 3:09  |
| 5.  | La femme idéale         | 3:23  |
| 6.  | La tour Eiffel sidérale | 3:43  |
| 7.  | Petite reine            | 3:45  |
| 8.  | J'ai un révolver        | 3:03  |
| 9.  | Le soleil de l'amour    | 4:38  |
| 10. | La lionne et l'éléphant | 4:09  |
| 11. | Salammbô                | 3:21  |
| 12. | Trouble-fête            | 4:46  |
| 13. | Jeune sauvage           | 4:47  |
| 14. | Berceuse pour Marcia    | 3:34  |